# لوکا والزانیا
لوکا والزانیا (انگلیسی: Luca Valzania؛ زادهٔ ۵ مارس ۱۹۹۶) بازیکن فوتبال اهل ایتالیا است.
از باشگاه‌هایی که در آن بازی کرده‌است می‌توان به باشگاه فوتبال آتالانتا، باشگاه فوتبال دلفینو پسکارا، و باشگاه فوتبال چزنا اشاره کرد.
وی همچنین در تیم ملی فوتبال زیر ۲۱ سال ایتالیا بازی کرده‌است.